# クリーブランド駅
クリーブランド駅（英語：Cleveland Lakefront Station）は、オハイオ州クリーブランド クリーブランド・メモリアル・ショアウェイ200にある駅。

## 利用可能な鉄道路線／列車
アムトラックの停車する列車は下記の通り。
シカゴとニューヨーク／ボストン間の夜行長距離列車レイクショア・リミテッド号…1日1往復停車（当駅にはシカゴ-ニューヨーク間・シカゴ-ボストン間の編成とも停車、オールバニ・レンセラー駅にてニューヨーク編成&ボストン編成と 連結/切り離し）
シカゴとワシントン間の夜行長距離列車キャピトル・リミテッド号…1日1往復停車
大クリーブランド地域交通局（RTA）が運営するLRT路線であるブルーライン・グリーンラインのノース・コースト駅が当駅に隣接している。